# Luther Allison
Pour les articles homonymes, voir Allison.
Luther Allison est un guitariste et chanteur de blues né le 17 août 1939 à Widener (États-Unis) et mort le 12 août 1997 à Madison (États-Unis).

## Biographie
Il est le quatorzième d'une famille de quinze enfants. Pendant son enfance, il joue de l'orgue à l'église et chante dans une chorale de gospel. Lorsque sa famille part pour Chicago, il a l'occasion de se familiariser avec le blues en écoutant, entre autres, B.B. King.
Excellent guitariste à la voix puissante, Allison se fait assez vite un nom dans le monde du blues de Chicago dans les années 1960 dont il sera par la suite un des fers de lance. Il sort son premier disque en 1969, Love me Mama. En tournée, il fait par exemple la première partie des Rolling Stones.
Il part ensuite s'installer en Europe et, sans pour autant délaisser le blues, s'oriente petit à petit vers le rock, comme le témoigne l'album Life is a Bitch 1983. Cela lui vaut la disgrâce auprès des puristes du blues qui le croient perdu pour la cause. A contrario, les deux albums studio suivants conduisent à une évolution plutôt intéressante (un album, Rich Man, enregistré dans le studio des Scorpions). Il revient à ses premières amours dans les années 1990 avec deux albums de blues Blue Streak et Reckless, qui sont unanimement reconnus par ses pairs.
Il meurt en 1997 d'un cancer du poumon.
Son fils Bernard Allison (né en 1965) est également guitariste et parraine l'école dédiée à son père : la Luther Allison Blues School.

## Discographie
- Underground, enregistrements studio en 1958 sorti en 2007 chez Ruf Records
- Love Me Mama, édité par Delmark en 1969
- Bad News Is Coming, édité par Motown en 1973
- Luther's Blues, édité par Motown 1974
- Night Life, édité par Gordy en 1975
- Love Me Papa, édité par Evidence en 1977
- Gonna Be a Live One in Here Tonight, édité par Rumble en 1979
- Power Wire Blues, édité par Charly en 1979
- Live in Paris, édité par Platinum en 1979, réédité par Ruf Records en 2001
- Live, édité par Blue Silver en 1979
- Southside Safari[2], édité par M.I.L. Multimedia en 1983
- Lets Have a Natural Ball, édité par JSP en 1984
- Life Is a Bitch, édité par Encore! en 1984
- Here I Come, édité par Encore! en 1985
- Serious (en), édité par Blind Pig en 1987
- Sweet Home Chicago, Charly Records, collection Charly Blues Masterworks, vol.37, enregistré live  à Chicago en 1976.
- Soul Fixin' Man (en)[3], édité par Alligator en 1994, sorti en Europe sous le nom Bad love
- Bad Love, édité par Ruf Records en 1994
- Blue Streak[4], édité par Alligator et Ruf Records en Europe en 1995
- Time, édité par Buda en 1995
- Rich Man, édité par Ruf Records en 1996
- Live '89, édité par Ruf Records en 1996
- Rick Moon, édité par RFR en 1996
- Live In Montreux, édité par Ruf Records en 1996
- Reckless (en)[5], édité par Alligator et Ruf Records en Europe en 1997
- Hand Me Down My Moonshine, édité par Ruf Records en  1998
- Live in Chicago, édité par Alligator et Ruf Records en Europe en 1999
- Standing at the crossroads, Night and Day, collection Blues reference, enregistré en 1977, reprend en grande partie les titres de Love me papa
- Live In Paradise, DVD édité par Ruf Records en 2001
- Pay it Forward, édité par Ruf Records en 2002
- Songs from the road,  en public à Montréal (Canada) le 4 juillet 1997, accompagné du DVD du spectacle, Ruf Records, 2010

## Filmographie
- 1986 : Otis Rush & friends live à Montreux avec Eric Clapton
- Live In Paradise